# Mark Salling
Mark Wayne Salling (17. kolovoza 1982. – 30. siječnja 2018.). bio je američki glumac i glazbenik. Najpoznatiji je po ulozi Noah "Puck" Puckerman u Glee.